# Кунки
Кунки (дарг. Кьункьи) — село Дахадаевского района Дагестана. 
Образует сельское поселение село Кунки как единственный населённый пункт в его составе.

## География
Село находится на высоте 1841 м над уровнем моря, в верховье реки Уллучай. Ближайшие населённые пункты — Ашты, Карбучимахи, Амух, Худуц, Сумия, Буккамахи, Никабаркмахи, Аяцимахи, Сур-Сурбачи, Анклух, Дирбакмахи.

## Население
| 1888 | 1895 | 1926 | 1939 | 1970 | 1989 | 2002 |
| ---- | ---- | ---- | ---- | ---- | ---- | ---- |
| 674  | →674 | ↘647 | ↗687 | ↘624 | ↗724 | ↗781 |
| 2010 | 2012 | 2013 | 2014 | 2015 | 2016 | 2017 |
| ↘780 | ↗782 | ↘768 | ↘763 | ↘762 | ↗779 | ↗783 |
| 2018 | 2019 | 2020 | 2021 | 2023 | 2024 | 2025 |
| ↘770 | ↗772 | ↘770 | ↘638 | ↗646 | ↗653 | ↘647 |

В селении Кунки, по данным Е. Козубского, в 1895 году было 147 хозяйств, где жили 308 мужчин и 366 женщин.
В 1936 году насчитывалось 196 хозяйств с населением 785 человек.

## История
Село образовалось в результате объединения пяти хуторов, родственных поселений — отсюда и название села Кунки — что означает «союзы», «кучи».
Село было частью даргинского вольного общества Буркун-Дарго.
При советской власти за небольшой исторический период 20-30-х годов XX века село стремительно развивалось.
В январе 1925 года одной из первых в районе начала функционировать сельская начальная школа. В 1931 году в ходе кампании по ликвидации неграмотности среди населения в селе был организован штаб всеобуча и ликбеза. В 1936 году в селе было сдано в эксплуатацию школьное здание из трех классных комнат. За ликвидацию неграмотности и в деле воспитания подрастающего поколения Кункинская начальная школа была награждена памятным Красным Знаменем. В 1940 году 43 кункинца работали учителями в разных селах района.
Территориально село входило в состав Ашты-Кулинского наибства Кази-Кумухского округа. В январе 1929 года был образован Дахадаевский район, в состав которого вошли и села Кунки, Ашты, Худуц.
В годы Великой Отечественной войны в РККА было призвано более 100 кункинцев, из них 60 человек погибло или пропало без вести.